# The Deputy
The Deputy est une série télévisée américaine en 76 épisodes de 30 minutes en noir et blanc, créée par Roland Kibbee et Norman Lear, et diffusée entre le 12 septembre 1959 et le 1er juillet 1961 sur le réseau NBC.
Cette série est inédite dans tous les pays francophones.

## Synopsis
Cette série est un western sur fond des territoires de l'Arizona, dans les années 1880.

## Distribution

### Acteurs principaux
- Henry Fonda : Marshal Simon Fry
- Allen Case (en) : Clay McCord

### Acteurs récurrents
- Read Morgan (en) : Sergent Hapgood Tasker
- Wallace Ford : Herk Lamson
- Betty Lou Keim : Fran McCord
- Phil Tully : Charlie, le barman
- Kermit Maynard : Barfly et autres rôles
- Addison Richards : Doc Landy
- Vito Scotti : Jose
- Denver Pyle : Akins / Frank Barton (2 épisodes)
- Gregory Walcott : Reece / Gar Logan (2 épisodes)

## Fiche technique
- Scénaristes : Hal Biller, Austin Kalish
- Réalisateurs : Felix E. Feist, Arthur Lubin